# Leakesville
Leakesville é uma cidade  localizada no estado americano de Mississippi, no Condado de Greene.

## Demografia
Segundo o censo americano de 2000, a sua população era de 1026 habitantes.
Em 2006, foi estimada uma população de 997, um decréscimo de 29 (-2.8%).

## Geografia
De acordo com o United States Census Bureau tem uma área de
4,1 km², dos quais 4,1 km² cobertos por terra e 0,0 km² cobertos por água. Leakesville localiza-se a aproximadamente 33 m acima do nível do mar.

## Localidades na vizinhança
O diagrama seguinte representa as localidades num raio de 36 km ao redor de Leakesville.